# Alois Müller (Theologe)
Alois Müller (* 20. September 1924 in Basel; † 17. September 1991 in Kastanienbaum LU) war ein römisch-katholischer Schweizer Theologe.

## Leben
Alois Müller, Sohn des Konditormeisters Hugo und der Emma, geborene Vohrer, besuchte das humanistische Gymnasium in Basel. Ab 1943 studierte er Theologie in Freiburg, Rom und Solothurn. Nach der Priesterweihe 1949 und der Promotion 1951 war er von 1951 bis 1962 Lehrer, Pfarrei- und Gefängnisseelsorger, Spiritual und Dozent am Priesterseminar in Solothurn. Von 1962 bis 1963 studierte er in Münster, New York und Paris. Nach der Habilitation wurde er 1964 ausserordentlicher und 1968 ordentlicher Professor für Pastoraltheologie an der Universität Freiburg. Von 1973 bis 1989 war er Professor für Dogmatik und Liturgiewissenschaft an der Theologischen Fakultät Luzern mit dem Schwerpunkt systematische und praktische Theologie der Sakramente.

## Schriften (Auswahl)
- Priester – Randfigur der Gesellschaft? Befund und Deutung der Schweizer Priesterumfrage. Zürich 1974, ISBN 3-545-21018-9.
- Die Sakramente der Kirche. Konstanz 1975, ISBN 3-85764-036-7.
- Glaubensrede über die Mutter Jesu. Versuch eine Mariologie in heutiger Perspektive. Mainz 1980, ISBN 3-7867-0823-1.
- Der dritte Weg zu glauben. Christsein zwischen Rückzug und Auszug. Mainz 1990, ISBN 3-7867-1479-7.